# Termik
 For alternative betydninger, se Hot spot.
Termik er luftens lodrette op- og nedadgående bevægelse i instabile luftmasser (som vi faktisk har en del af i Danmark). Termik udløses af solens opvarmning af jorden. Når luften lige over jorden har nået en tilstrækkelig temperatur (det kan på varme dage ofte ses som en „dirren“ i luften over varme overflader som asfalt), så vil den på et tidspunkt „rive sig løs“ fra jorden og begynde at stige opad. Så længe den opadstigende luftmasses afkøling er mindre (langsommere) end temperaturfaldet med højden i de omgivende luftmasser, så vil denne „boble“ blive ved med at stige, og når den når dugpunktet (den temperatur hvor vandet i luften kondenserer) bliver boblen til en cumulussky (også kaldet „sommerskyer“ eller „blomkålsskyer“). En tør overflade vil lettere end en fugtig udløse termik, og nogle gange vil et tørt område kunne udløse kontinuerlig termik – et sådant område kaldes for et „hot spot“.
Hemmeligheden ved svæveflyvning og drageflyvning er at finde disse opadgående luftstrømme og cirkle rundt inde i dem. Da luften i disse termikstrømme stiger hurtigere end flyet daler, så vil flyet stige så længe som luften stiger – og det vil sige op til skyens bund, som regel i mellem 1000 og 2000 meters højde. På gode dage endnu højere. Højderekorden i Danmark er 3500 m. Der bliver fløjet væsentligt mere svæveflyvning i Danmark end motorsportsflyvning. Men da de ikke høres og ofte flyver højt – væsentligt højere end motorsportsflyene – så ses vi ikke så ofte. Når der er god termik flyver svævefly og dragefly ofte strækflyvning.